# Dashaba
Dashaba (kinesiska: 大沙坝, 大沙坝仡佬族侗族乡) är en socken i Kina. Den ligger i provinsen Guizhou, i den sydvästra delen av landet, omkring 190 kilometer nordost om provinshuvudstaden Guiyang. Antalet invånare är 13884. Befolkningen består av 6 787 kvinnor och 7 097 män. Barn under 15 år utgör 30 %, vuxna 15-64 år 58 %, och äldre över 65 år 11,0 %.